# Isole (Ellé)
Die Isole (bretonisch: Izol) ist ein Fluss in Frankreich, der in der Region Bretagne verläuft. Sie entspringt im Gemeindegebiet von Roudouallec, entwässert generell in südöstlicher Richtung und mündet nach rund 48 Kilometern im Stadtgebiet von Quimperlé als rechter Nebenfluss in den Ellé, der ab hier in einem Ästuar namens Laïta dem Meer zustrebt. Auf ihrem Weg durchquert die Isole die Départements Morbihan und Finistère.

## Orte am Fluss
- Roudouallec
- Scaër
- Quimperlé